# São João da Ponta
São João da Ponta is een gemeente in de Braziliaanse deelstaat Pará. De gemeente telt 5.038 inwoners (schatting 2009).